# Nowy Bychów
Nowy Bychów (biał. Новы Быхаў) – wieś (agromiasteczko) na Białorusi nad Dnieprem, sąsiadująca ze Starym Bychowem. Miasto magnackie położone było w końcu XVIII wieku w hrabstwie bychowskim w powiecie orszańskim województwa witebskiego.
W XVI w. należała do Jana Karola Chodkiewicza, a później właścicielem jej był Jan Sapieha (od 1621). W 1654 miejscowość zdobyta została przez Iwana Zołotorenkę, który stąd czynił wycieczki i napady na Stary Bychów.
14 stycznia 1655 r. Nowy Bychów stał się głównym celem ofensywy armii WKL, wspomaganej przez silny korpus koronny. Oblężenie to nie przyniosło jednak spodziewanych efektów. Wojsko ponosiło znaczne straty w wyniku ciężkich warunków klimatycznych (bardzo niska temperatura) i kłopotów z aprowizacją, a dodatkowo osłabiły je problemy zdrowotne Janusza Radziwiłła. Wobec przerwania ofensywy koronnej na Ukrainie po nierozstrzygniętej bitwie pod Ochmatowem (29 stycznia – 2 lutego), 10 lutego zwinięto oblężenie i odmaszerowano na północ.
W 1812 miejsce przeprawy przez Dniepr wojsk Bagrationa.